# The F.U.’s
Die F.U.'s sind eine US-amerikanische Hardcoreband aus Boston.

## Bandgeschichte
Die Gruppe wurde im Sommer 1981 von Sänger und Bassist John „Sox“ Stocking, Gitarrist Steve Grimes und Schlagzeuger Robert „Bob Furapples“ Hatfield gegründet; Stocking und Hatfield hatten Grimes über eine Zeitungsannonce gefunden. Der Bandname steht für die Beschimpfung „fuck you“ („fick dich“) und geht laut Sänger Stocking zurück auf ein Interview mit der Sängerin Wendy O. Williams, in dem diese äußerte, dass Punkrock ein „fuck you“ an die Gesellschaft darstelle. Im Dezember 1981 gab Stocking das gleichzeitige Singen und Bassspielen auf und konzentrierte sich auf den Gesang; das Line-up wurde um den Bassisten Wayne Maestri, einen Freund von Grimes, ergänzt. 1982 trug die Band vier Stücke zur Compilation This Is Boston, Not L.A. bei. Im selben Jahr folgte die Debüt-EP Kill for Christ auf Xclaim! Records, dem Label von Al Barile von SSD; die Covergestaltung stammte von Brian „Pushead“ Schroeder.
Die nachfolgenden Veröffentlichungen My America und Do We Really Want to Hurt You wurden von Lou Giordano produziert. Insbesondere My America fiel durch für die Punkszene ungewöhnliche politische Statements auf: Die Band sprach sich auf der Platte wie auch in mehreren Interviews für Patriotismus aus; unter anderem enthielt My America eine Coverversion des Songs We're an American Band von Grand Funk Railroad. Laut Matthias Mader war My America „eine Art in Ironie getränktes Konzeptalbum“, das aber von der Hardcoreszene als reaktionär abgelehnt worden sei und zu einer regelrechten Ächtung der Band geführt habe. Die Punksatiriker Dead Milkmen spielten auf diesen Umstand später in ihrem aus der Sicht eines Rednecks geschilderten Song Tiny Town vom 1985 veröffentlichten Big Lizard in my Backyard an, in dem die Zeile „We hate blacks, and we hate jews, and we hate punks, but we love the F.U.'s“ enthalten ist. Erst 2010 relativierte John Stocking die damalige Selbstdarstellung der Band in einem Interview: Patriotismus sei „auf einem kleinen Level (...) keine schlechte Sache“, die Band habe sich aber immer klar von rassistischen Ansichten abgegrenzt.
Mitte der 1980er-Jahre begannen einige der Bandmitglieder, unter dem Namen Straw Dogs dem Metal angenäherte Musik zu produzieren, was gleichzeitig der Endpunkt für die F.U.'s war.
Im August 2010 reformierten sich die F.U.'s für ein Konzert in Boston im Rahmen der Premiere eines Dokumentationsfilms über die Bostoner Hardcore-Szene. Seitdem gibt die Band regelmäßig Konzerte. 2011 trug sie einen neuen Song zu einem Punk/Hardcore-Sampler bei. Von der Originalbesetzung waren zunächst nur noch Stocking und Hatfield dabei. Für die 2022 veröffentlichte EP Death Squad Nostalgia kehrte Gitarrist Steve Grimes zurück zur Band.

## Stil und Rezeption
Das Ox-Fanzine bescheinigte der EP Kill for Christ „absolut großartig-nihilistische Teenie-Texte“.
1998 benannte sich eine Bostoner Hardcoreband nach dem F.U.'s-Song Civil Defense vom Album Kill for Christ. 2005 veröffentlichten NOFX eine Coverversion von Civil Defense. 

## Diskografie
- 1982: Kill for Christ (EP, X-Claim)
- 1983: My America (X-Claim)
- 1984: Do We Really Want to Hurt You? (Restless Records)
- 2012: Split-EP mit Söm-Hi Nöise (Black Sheep Records)
- 2022: Death Squad Nostalgia (EP, Yankee Vandal)